# Basci-buzuk

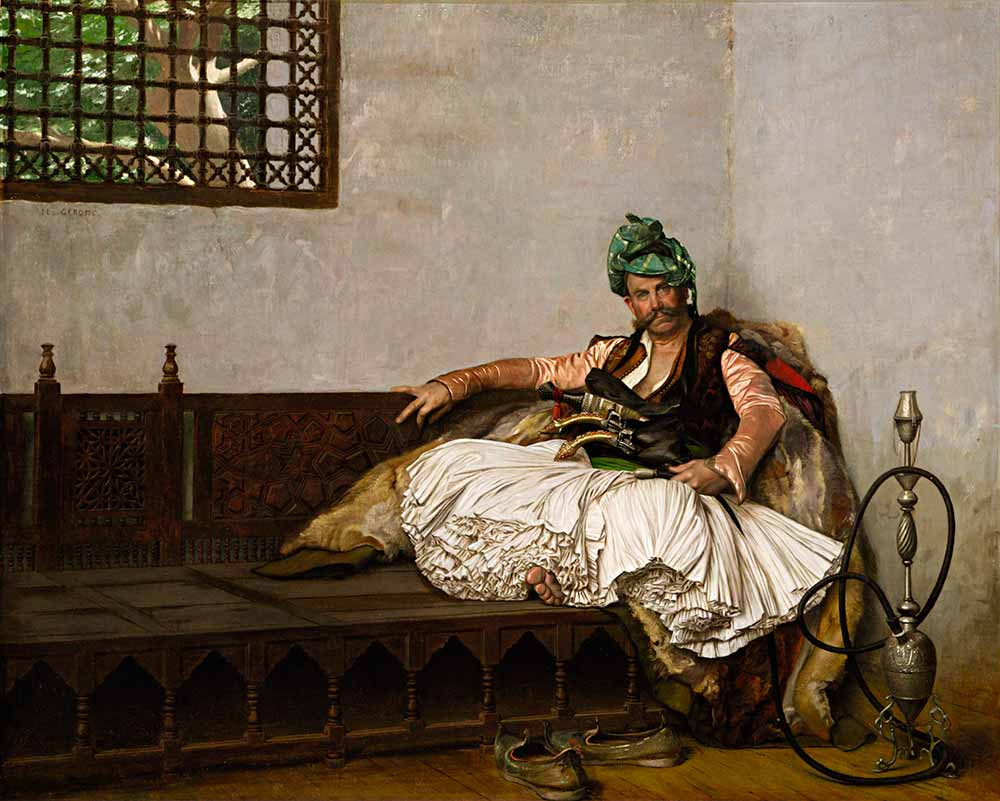
Bashi-Bazouk Chieftain di Jean-Léon Gérôme, Francia, olio, 1881

Un basci-buzuk o bashi-bazouk o bashibazouk (turco başıbozuk, o delibaş, letteralmente "testa danneggiata", nel significato di "testa matta", "senza guida", "disordinato" per la loro mancanza di disciplina) era un soldato irregolare dell'esercito ottomano. Erano armati con una sciabola e formavano una potente e poco costosa unità di fanteria. Le formazioni di basci-buzuk furono ereditate anche dal Chedivato d'Egitto e infine dal Regno d'Italia.

## Basci-buzukitaliani
Il 10 marzo 1882 il governo del Regno d'Italia acquistò la baia di Assab, la cui colonizzazione era iniziata nel 1869 a danno del governo egiziano. Il 5 febbraio 1885, nella città portuale di Massaua, sbarcava il Corpo di spedizione del tenente colonnello Tancredi Saletta e il 1º gennaio 1890 l'Eritrea diventava ufficialmente la prima colonia italiana, con il nome di Colonia eritrea.
Nel 1885 la guarnigione della città era formata, oltre che dal contingente egiziano regolare, da circa 500 irregolari basci-buzuk, reclutati in ogni angolo dell'Impero ottomano, essenzialmente con compiti di polizia. Su proposta del governatore e generale Tancredi Saletta, il Ministero della Guerra decise di non congedare i basci-buzuk. Le motivazioni erano sia di ordine politico, sia di ordine pratico. L'arruolamento e l'eventuale perdita di personale indigeno avrebbe avuto un minore impatto sull'opinione pubblica italiana rispetto all'uso di personale nazionale. Inoltre i basci-buzuk, pur non risultando particolarmente affidabili, avevano un'ottima conoscenza del territorio, erano abituati al clima e il loro mantenimento costava molto meno. Il 30 aprile 1885 venne dato incarico all'albanese Osman, comandante dei basci-buzuk, di reclutare 100 irregolari per il servizio con il Corpo Speciale per l'Africa. Con il ritiro completo degli egiziani, i basci-buzuk, che erano ormai un migliaio, furono organizzati in un'Orda Interna, di guarnigione a Massaua con funzioni di gendarmeria e guardie carcerarie e un'Orda Esterna con compiti prettamente militari. Nel 1887 il colonnello Giovanni Battista Begni sostituì gli ufficiali indigeni con ufficiali italiani e riorganizzò i basci-buzuk in tre orde: l'Orda Mobile su 12 buluk, con 30 guide arabe (doifer), l'Orda Interna su 200 effettivi e l'Orda Esterna su due nustabur di due buluk, con 1.300 effettivi. Lo stesso anno parteciparono alla battaglia di Dogali e nel giugno 1888 furono inquadrati come regolari, con una precisa gerarchia. Con l'insediamento come governatore del generale Antonio Baldissera venne profondamente rivista l'organizzazione militare della colonia, con l'istituzione, tra l'altro, il 1º ottobre 1888, dei primi quattro battaglioni indigeni di Àscari, un corpo regolare che andò a sostituire e, in alcuni casi, a incorporare i basci-buzuk, che furono ufficialmente sciolti il 30 giugno 1889.

## Organizzazione
Con l'arruolamento, i basci-buzuk mantennero gradi, organizzazione e anche i quadri turchi. Non avevano una propria uniforme e l'addestramento era limitato al riconoscimento dei segnali di tromba e alla manutenzione delle armi. L'armamento era costituito inizialmente dai Remington lasciati dagli egiziani, sostituiti poi con i Vetterli-Vitali Mod. 1870/87 dismessi dal Regio Esercito e da armi bianche tradizionali.

### Reparti
- Buluk: 24 effettivi, corrispondente indicativamente alla squadra
- Orda: formata da 4 buluc, corrispondente indicativamente al plotone, comandato da uno Jusbasci indigeno
- Nustabor: formato da 3 orde, corrispondente indicativamente alla compagnia, comandata da un ufficiale indigeno
- Tabor: formato da 2-4 Nustabur, corrispondente indicativamente al livello ordinativo del battaglione e posta al comando di un ufficiale italiano
- Kalai: formato da 2-4 tabur, corrispondente indicativamente al livello ordinativo del reggimento e posta al comando di un Sangiak, ufficiale italiano corrispondente al maggiore

### Gradi
- Àscari, dall'arabo "'askarī": soldato nel Regio Esercito
- Uachil: soldato scelto
- Muntaz: caporale
- Bulucbasci: sergente
- Sciumbasci: maresciallo
- Jusbasci: sottotenente fino al 1902, poi  maresciallo aiutante
- Bimbasci (indigeno): Tenente
- Bimbasci (italiano): Capitano
- Sangiak (italiano): Maggiore o Tenente colonnello

| Reparto  | Comandante            | Composizione | Forza                 | Grado equivalente |
| -------- | --------------------- | ------------ | --------------------- | ----------------- |
| Kalai    | Sangiak (italiano)    | 2-4 Kalai    | 2300-4600 Basci-buzuk | Maggiore          |
| Tabur    | Bimbasci (italiano)   | 2-4 Nustabur | 580-1150 Basci-buzuk  | Capitano          |
| Nustabur | Bimbasci (indigeno)   | 3 orde       | 290 Basci-buzuk       | Tenente           |
| Orda     | Jusbasci (indigeno)   | 4 buluc      | 100 Basci-buzuk       | Sottotenente      |
| Buluc    | Bulucbasci (indigeno) | -            | 24 Basci-buzuk        | Sergente          |